# Maria Despas
Maria „Maz“ Despas St. Pierre (* 3. Mai 1967 in Sydney, New South Wales) ist eine ehemalige australische Freestyle-Skierin. Sie war auf die Buckelpisten-Disziplinen Moguls und Dual Moguls spezialisiert. Despas nahm zweimal an Olympischen Winterspielen teil und gewann bei den Weltmeisterschaften 2001 die Moguls-Silbermedaille.

## Biografie
Maria Despas erlernte das Skifahren in Kanada, wo sie mit ihrer Familie zeitweise lebte. Nach der Rückkehr nach Australien fand sie ihre sportliche Heimat im Skigebiet Thredbo. Später schloss sie sich dem Steamboat Springs Winter Sports Club an und reiste regelmäßig zwischen Australien und Colorado hin und her.
Am 30. November 1990 gab Despas in La Plagne ihr Debüt im Freestyle-Skiing-Weltcup. Bei ihren ersten Weltmeisterschaften in Lake Placid landete sie auf Rang 27 am Ende des Klassements. In den folgenden vier Wintern startete sie fast durchgehend im Weltcup und erreichte als beste Resultate vier neunte Plätze. Bei den Weltmeisterschaften in Altenmarkt-Zauchensee, La Clusaz und Iizuna Kōgen belegte sie jeweils Ränge außerhalb der Top 20. Zwischen 1997 und 1999 konnte sie im Australia New Zealand Cup insgesamt 20 Podestplätze, darunter acht Rennsiege in Falls Creek und Perisher, einfahren.
Ihre vorerst beste Weltcup-Saison hatte Despas 1997/98: Mit fünften Plätzen auf den Dual Moguls (Parallelbuckelpiste) sowohl beim Auftakt in Tignes als auch beim Finale in Zauchensee schaffte sie ihre Karrierebestleistung. Dazwischen belegte sie bei den Olympischen Spielen von Nagano Rang 23. Nachdem sie bei den Weltmeisterschaften in Meiringen-Hasliberg ihre vorläufig besten Platzierungen bei einem Großereignis erreicht hatte, blieb sie im Weltcup weiter unauffällig. Im Alter von 33 Jahren gewann sie bei den Weltmeisterschaften in Whistler überraschend die Moguls-Silbermedaille hinter der Weltcup-Dominatorin Kari Traa. Im Gesamtweltcup und der Moguls-Disziplinenwertung erreichte sie Karrierehochs. Bei ihren zweiten Olympischen Spielen klassierte sie sich auf Platz 21, die Weltmeisterschaften im Deer Valley Resort beendete sie mit den Rängen fünf auf den Dual Moguls und 17 in der Single-Disziplin. Ihr letztes von 117 Weltcup-Rennen bestritt sie im Februar 2003 in ihrer zweiten Heimat Steamboat Springs.
Despas ist seit 1998 mit dem ehemaligen US-Freestyle-Trainer Don St. Pierre verheiratet. Das Paar hat zwei gemeinsame Söhne und lebt in Manly.

## Erfolge

### Olympische Spiele
- Nagano 1998: 23. Moguls
- Salt Lake City 2002: 21. Moguls

### Weltmeisterschaften
- Lake Placid 1991: 27. Moguls
- Altenmarkt-Zauchensee 1993: 25. Moguls
- La Clusaz 1995: 28. Moguls
- Nagano 1997: 26. Moguls
- Meiringen-Hasliberg 1999: 5. Dual Moguls, 17. Moguls
- Whistler 2001: 2. Moguls
- Deer Valley 2003: 5. Dual Moguls, 17. Moguls

### Weltcupwertungen
| Saison  | Gesamt | Gesamt | Moguls | Moguls | Dual Moguls | Dual Moguls |
| Saison  | Platz  | Punkte | Platz  | Punkte | Platz       | Punkte      |
| ------- | ------ | ------ | ------ | ------ | ----------- | ----------- |
| 1990/91 | –      | –      | 24.    | 3      | –           | –           |
| 1991/92 | 57.    | 1      | 22.    | 7      | –           | –           |
| 1992/93 | 45.    | 45     | 14.    | 404    | –           | –           |
| 1993/94 | 63.    | 30     | 23.    | 240    | –           | –           |
| 1994/95 | 58.    | 29     | 23.    | 200    | –           | –           |
| 1995/96 | 55.    | 37     | 20.    | 296    | 21.         | 44          |
| 1996/97 | 70.    | 24     | 28.    | 96     | 24.         | 52          |
| 1997/98 | 67.    | 30     | 24.    | 152    | 8.          | 224         |
| 1998/99 | 29.    | 47     | 14.    | 188    | 18.         | 48          |
| 1999/00 | 33.    | 50     | 18.    | 200    | 13.         | 84          |
| 2000/01 | 21.    | 70     | 10.    | 352    | –           | –           |
| 2001/02 | 67.    | 5      | 34.    | 32     | –           | –           |
| 2002/03 | 57.    | 32     | 22.    | 224    | 17.         | 76          |

### Australia New Zealand Cup
- 20 Podestplätze, davon 8 Siege:

| Datum             | Ort           | Land       | Disziplin   |
| ----------------- | ------------- | ---------- | ----------- |
| 6. September 1997 | Falls Creek   | Australien | Moguls      |
| 7. September 1997 | Falls Creek   | Australien | Moguls      |
| 5. September 1998 | Perisher Blue | Australien | Moguls      |
| 5. September 1998 | Perisher Blue | Australien | Moguls      |
| 6. September 1998 | Perisher Blue | Australien | Moguls      |
| 7. August 1999    | Perisher      | Australien | Moguls      |
| 8. August 1999    | Perisher      | Australien | Dual Moguls |
| 21. August 1999   | Falls Creek   | Australien | Dual Moguls |

### Weitere Erfolge
- 7 australische Meistertitel

## Auszeichnungen
- 2000: Manly Pathway of Olympians and Paralympians
- 2021: Snow Australia Medal[2]